# اندیس نسران (سنگ تزئینی)
نسران (سنگ تزئینی) یک اندیس مصالح ساختمانی است که در حوالی شهر نطنز استان اصفهان قرار دارد و مادهٔ معدنی موجود در آن، سنگ تزئینی است.  